# Sathonay-Camp
Sathonay-Camp è un comune francese di 4 123 abitanti situato nella metropoli di Lione della regione Alvernia-Rodano-Alpi.

## Società

### Evoluzione demografica
Abitanti censiti